# Пампы (рыбы)
Пампы, или зеркаловые рыбы (лат. Pampus), — род лучепёрых рыб из семейства строматеевых (Stromateidae).

## Описание
Тело очень высокое, сильно сжатое с боков, с твёрдыми мышцами. Хвостовой стебель сжатый с боков, очень короткий. Спинной плавник один сплошной. Впереди спинного и анального плавников иногда имеется 5—10 плоских заострённых двухвершинных шипов, представляющих собою слегка выступающие наружу свободные верхушки интерневральных отростков. У видов с этими шипами основание спинного плавника располагается немного сзади вертикали идущей через задний конец основания грудного плавника. У видов с отсутствующими двухвершинными шипами, спинной плавник берёт своё начало над основанием грудного плавника. Анальный плавник начинается на вертикали середины длины тела или немного впереди неё, сзади от начала мягких лучей спинного плавника. Грудной плавник длинный, крыловидный. Его основание располагается под углом 45° к оси тела. Брюшные плавники отсутствуют. Хвостовой плавник состоит из довольно твёрдых лучей, глубоковильчатой формы. Чешуя очень мелкая, циклоидного типа, слегка опадающая. Кожа тонкая. Глаза маленькие. Жировая ткань вокруг глаз простирается вперёд до крупных ноздрей. Передняя ноздря круглая, задняя имеет вид длинной щели. Рот маленький. Зубы располагаются на челюстях в 1 ряд, мелкие, уплощены. Жаберные тычинки короткие, без зубчиков. Окраска серебристая с голубоватым оттенком на спине. Спинной, анальный и хвостовой плавники желтоватые с тёмными краями.

## Биология
Молодь держится на мелководье и может встречаться в эстуариях рек. Питаются кишечнополостными и рыбами.

## Ареал
Виды рода широко распространены в тропических водах материковой отмели от Персидского залива до Японии, у Гавайских островов, а также в Адриатическом море.

## Классификация
На май 2019 года в род включают 5 видов:
- Pampus argenteus (Euphrasen, 1788) — Серебристый памп, или зеркальный памп, или малотычинковый памп, или рыба-зеркало
- Pampus chinensis (Euphrasen, 1788) — Китайский памп
- Pampus echinogaster (Basilewsky, 1855) — Многотычинковый памп
- Pampus minor Liu & Li, 1998
- Pampus punctatissimus (Temminck & Schlegel, 1845)